# جنگل‌های خشک وراکروز
جنگل‌های خشک وراکروز (به اسپانیایی: Veracruz dry forests) یک منطقهٔ مسکونی و جنگل در مکزیک است که در وراکروز واقع شده‌است.